# عبد القادر عبد اللي
عبد القادر عبد اللي (1957 - 2 مارس 2017) فنان وكاتب ومترجم سوري وباحث في الشأن التركي. يُعتبر عبداللي شيخ مترجمي الأدب التركي إلى لغة الضاد، فقد أغنى المكتبات العربية بنحو خمسة وخمسين كتاباً لأعمدة الأدباء الأتراك، كالحائز على جائزة نوبل للآداب 2006 أورهان باموق  الذي اعتبره مترجما حصريا لمؤلفاته إلى العربية، وعزيز نسين وناظم حكمت، ويشار كمال وإليف شفق وغيرهم.

## عن حياته
ولد عام 1957 في مدينة إدلب السورية، درس تعليمه الأول في إدلب. درس اللغة التركية في جامعة أنقرة ثم انتسب إلى أكاديمية الفنون الجمية (جامعة المعمار سنان) في إسطنبول. خريج قسم فنون المسرح والمشهد، وحاز على ماجستير في الرسوم المتحركة. حصل على درجة الماجستير بتدريس اللغة العربية من جامعة غازي في أنقرة.
كتب النقد التشكيلي في العديد من الصحف العربية، وكتب زاوية نقدية لبرنامج المجلة الثقافية الأسبوعي في التلفزيون السوري بين عامي 2004 - 2008.
جمع بعض المقالات التشكيلية التي كتبها للصحف في كتاب "فرشاة - عام 2000". كتب زاوية ساخرة لعدد من الصحف والمجلات. كما كتب مقالات في الشأن التركي والعلاقات العربية التركية. ترجم مئات المقالات والقصائد والقصص من التركية ونشرت في الصحف العربية.
يعتبر من أهم الدراميين المترجمين من التركية إلى العربية، حيث ترجم أكثر من عشرين عملاً درامياً، كمسلسلي «نور» و«وادي الذئاب». بالإضافة إلى ترجمته عشرات الأفلام الوثائقية السينمائية. ترجم ترجمة فورية وتتابعية لرئاسة الجمهورية ورئاسة الحكومة وعدد من المؤتمرات.
عمل في "مركز الدراسات الاستراتيجية" في دمشق لسنوات، قدّم خلالها أبحاثاً عن الشأن التركي وآلية القرار، لم يُؤخذ بها من قبل نظام الأسد رغم أن الأخير كان يتمتّع وقتها بعلاقة جيدة مع أنقرة، إذ طُلب من عبد اللي في عام 2005 أن يُقدّم مسودّة دستور على غرار الدستور التركي، لكن مشروعه بقي حبيس الأدراج.

## بدايته
كانت بداية حياته الفنية عبر ترجمة أعمال الكاتب الساخر عزيز نيسين، واقتباس روايته «زوبك» إلى المسلسل التلفزيوني الشهير «الدغري» (1992) من بطولة دريد لحام وأيمن زيدان وجمال سليمان وعباس النوري، وسيناريو وحوار رفيق الصبّان، ومن إخراج هيثم حقي.

## ترجماته
| الكتاب                                | المؤلف               | ملاحظات                  |
| ------------------------------------- | -------------------- | ------------------------ |
| البيت الصامت                          | أورهان باموق         | [ 5 ]                    |
| القلعة البيضاء                        | أورهان باموق         |                          |
| غرابة في عقلي                         | أورهان باموق         |                          |
| الكتاب الأسود                         | أورهان باموق         |                          |
| اسمي أحمر                             | أورهان باموق         |                          |
| إسطنبول: الذكريات والمدينة            | أورهان باموق         |                          |
| ثلج                                   | أورهان باموق         |                          |
| متحف البراءة                          | أورهان باموق         |                          |
| الحياة الجديدة                        | أورهان باموق         |                          |
| جودت بيك وأبناؤه                      | أورهان باموق         |                          |
| زوبك                                  | عزيز نسين            | [ 6 ]                    |
| سرنامة                                | عزيز نسين            |                          |
| الطريق الوحيد                         | عزيز نسين            |                          |
| الحمار الميت                          | عزيز نسين            | [ 7 ]                    |
| في إحدى الدول                         | عزيز نسين            |                          |
| تري لي لم                             | عزيز نسين            |                          |
| الثانية عشرة إلا دقيقة                | خلدون طانر           |                          |
| ملحمة علي الكشاني                     | خلدون طانر           |                          |
| أعمل عملي مغمض العينين                | خلدون طانر           |                          |
| جحش                                   | مظفر إزغو            |                          |
| البطل القومي مصارع الثيران محمود      | مظفر إزغو            |                          |
| مختارات قصصية (ممر للمشاة)            | مظفر إزغو            |                          |
| صفيحة                                 | يشار كمال            |                          |
| الفتوة التشغرجوي                      | يشار كمال            |                          |
| ظهور ابن الأعمى                       | يشار كمال            |                          |
| الأيل                                 | يشار كمال            |                          |
| الولد الأسمر                          | يشار كمال            |                          |
| فقير بايقورت                          | انتقام الأفاعي       |                          |
| صباح الدين أقصال                      | شعور الملك بالبرد    |                          |
| مختارات من القصة التركية المعاصرة     | مجموعة من المؤلفين   |                          |
| مختارات من القصة الساخرة التركية      | مجموعة من المؤلفين   |                          |
| ستزوركم أمي إن لم يكن عندكم مانع      | آيفير طونتش          |                          |
| الكنّة                                 | أورهان كمال          |                          |
| مفتش المفتشين                         | أورهان كمال          |                          |
| جميلة                                 | أورهان كمال          |                          |
| إنانا                                 | مراد تونجال          |                          |
| الأعمال الكاملة                       | أورهان ولي           | [ 8 ]                    |
| مقهى الباب العالي                     | سرقان أوز بورون      |                          |
| بيت خيال إسلامبول                     | سرقان أوز بورون      |                          |
| أساطير الأستانة                       | إشق سوقان            |                          |
| قصر القمل                             | أليف شفق             |                          |
| عروس بلا طرحة للقصر الجمهوري          | خليل إبراهيم أوزجان  |                          |
| مؤسسة ضبط الساعة                      | أحمد حمدي طانبنار    | [ 9 ]                    |
| طمأنينة                               | أحمد حمدي طانبنار    | [ 10 ]                   |
| لا موت في الغابة                      | لطيفة تكين           |                          |
| العبارة المفقودة                      | أويا بايضار          |                          |
| حُرّم                                   | دمت آلطن يلكلي أوغلو | [ 11 ]                   |
| أصوات الموز                           | إيجة تمل قوران       |                          |
| السلطان                               | أوقاي ترياكي أوغلو   |                          |
| سليمان خان                            | أوقاي ترياكي أوغلو   |                          |
| الحصار - 1453                         | أوقاي ترياكي أوغلو   |                          |
| قطار الرافدين السريع                  | جنكيز تشاندار        |                          |
| القرن الأطول في الإمبراطورية          | إلبر أورطايلي        |                          |
| العثمانيون في ثلاث قارات              | إلبر أورطايلي        |                          |
| العثمانية آخر الإمبراطوريات           | إلبر أورطايلي        |                          |
| نحن وتاريخنا                          | إلبر أورطايلي        |                          |
| تاريخ العثمانيين المحرم               | مصطفى أرمغان         |                          |
| سلطان حكم العالم                      | طلحة أوغورلو إل      |                          |
| قطرة مأتم \ الزنبقة البنفسجية المسودة | اسكندر بالا          | [ 12 ]                   |
| فتح إسطنبول وعلامات الساعة            | فريدون إمجن          |                          |
| بحر وصحراء                            | سبيل ار أصلان        |                          |
| الحمار الرحالة                        | سعيدة نور ديكمان     | للأطفال                  |
| مغامرات ريم الهزلية                   | شبنم غولر قراجان     | سلسلة للأطفال (خمسة كتب) |
| رسولي المبارك                         | فورال قايا           | للأطفال                  |

## وفاته
توفي في يوم الخميس 2 مارس 2017 في مدينة أضنة في تركيا بعد صراع طويل مع مرض السرطان عن عمر يناهز 60 عاماً.